# Colina mamelonar

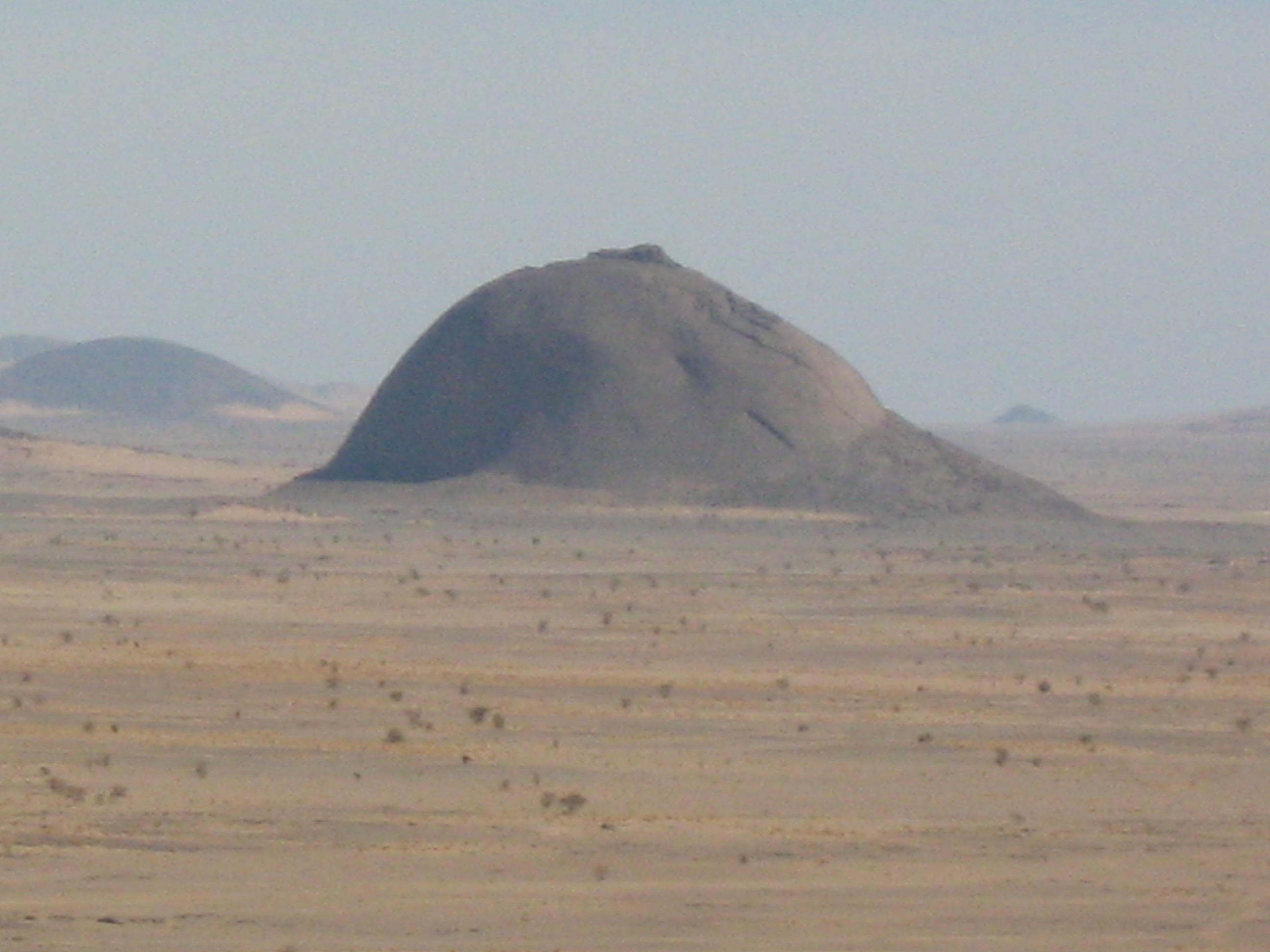
Um morro mamelonar no Saara Ocidental

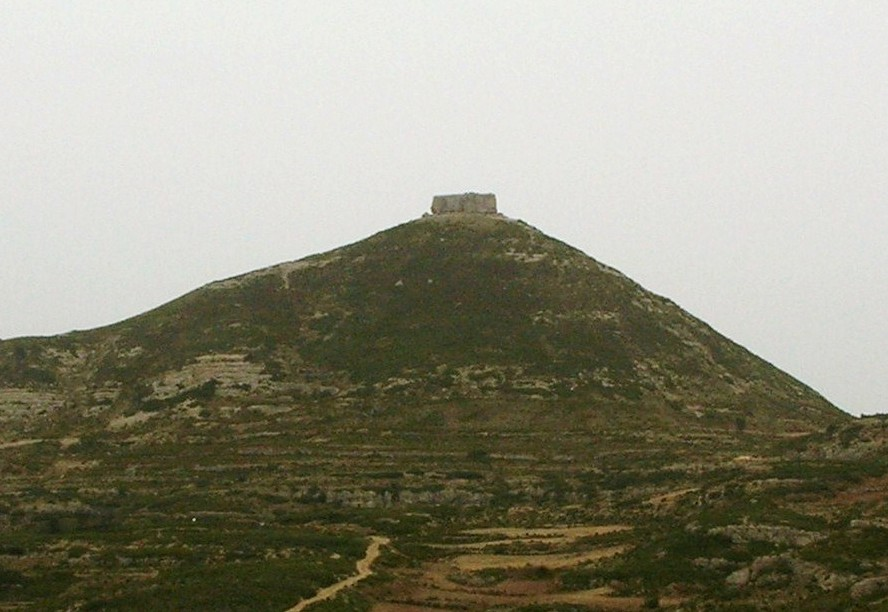
Existe um antigo local arqueológico ibérico abaixo da Mola Murada, uma colina em forma de peito nas Moles de Xert, Espanha.

Uma colina mamelonar ou mamelão é uma colina na forma de uma mama. Tais características antropomórficas geográficas são encontradas em diferentes locais do mundo e em algumas culturas eram veneradas como atributos da Deusa-Mãe, como os morros de Anu (em inglês, Paps of Anu), conforme Anu, uma divindade feminina importante da Irlanda pré-Cristã.

## Visão geral
O nome Mamucium que deu origem ao nome da cidade de Manchester pensa-se derivar de um nome da língua celta significando "colina em forma de mama", referindo-se ao penhasco de arenito no qual o forte estava; mais tarde isto evoluiu para o nome Manchester.
Colinas mamelonares estavam muitas vezes conectadas com veneração ancestral local do peito como um símbolo de fertilidade e bem-estar. Não é incomum para sítios arqueológicos muito antigos estarem localizados ou nas colinas ou por baixo, como em Samson, Ilhas de Scilly, onde existem grandes sítios de enterro antigos tanto na Colina Norte como na Colina Sul, ou Burrén e Burrena, Aragão, Espanha, onde dois sítios arqueológicos da cultura dos campos de urnas da Idade do Ferro estão sob as colinas.

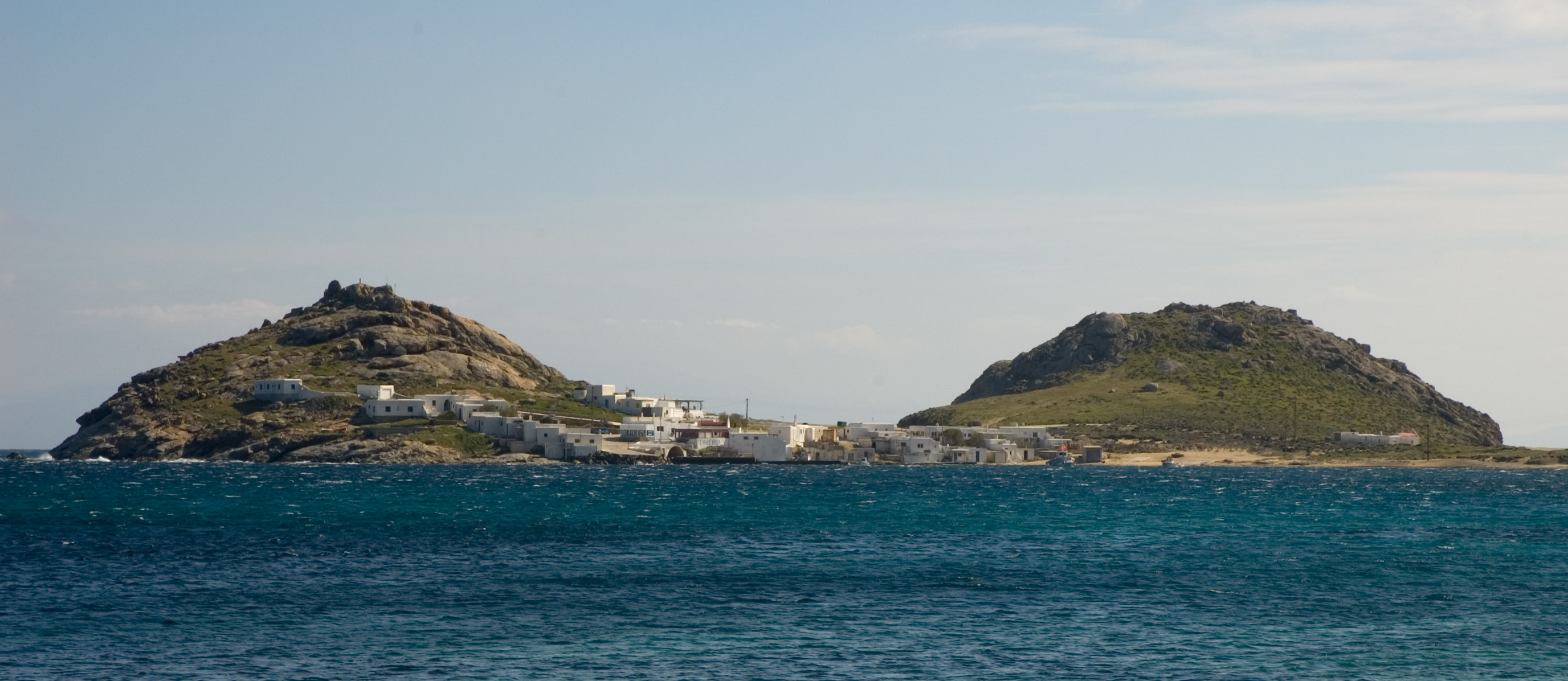
Os "Peitos de Afrodite" emMíconos, Greece.

Muitos dos mitos em volta destas montanhas são antigos e duradouros e alguns foram gravados na literatura oral ou em textos escritos; por exemplo, numa localização não especificada na Ásia, havia uma montanha conhecida como "Montanha Peito" com um caverna na qual o monge budista Bodidarma (Da Mo) passou algum tempo em meditação.
Viajantes e cartógrafos nos tempos coloniais muitas vezes mudaram os nomes ancestrais de tais colinas. A montanha conhecida para o povo Indígena australiano como Didhol ou Dithol (Peito de Mulher) foi renomeado para Montanhada Pidgeon House pelo Capitão James Cook na altura da sua exploração da costa oriental da Austrália em 1770.
Mamelon (do francês "mamilo") é o nome francês para um outeiro em forma de peito. O Forte Mamelon foi um outeiro famoso fortificado pelos russos e capturado pelos franceses como parte do Cerco de Sebastopol durante a Guerra da Crimeia dos anos 1850s. A palavra mamelon também é usada em vulcanologia para descrever uma formação particular de uma rocha de origem volcânica. O termo foi cunhado pelo explorador e naturalista francês Jean Baptiste Bory de Saint-Vincent.

## África

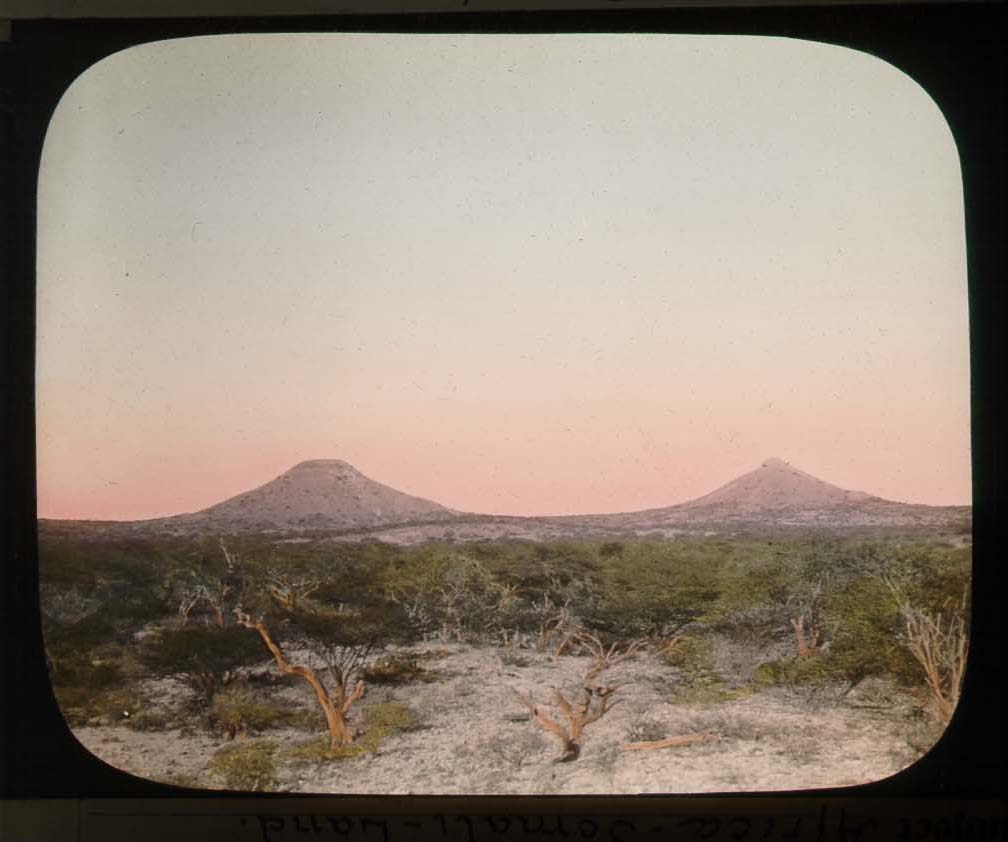
O Naasa Hablood em forma telarquica na Somalilândia (1896)

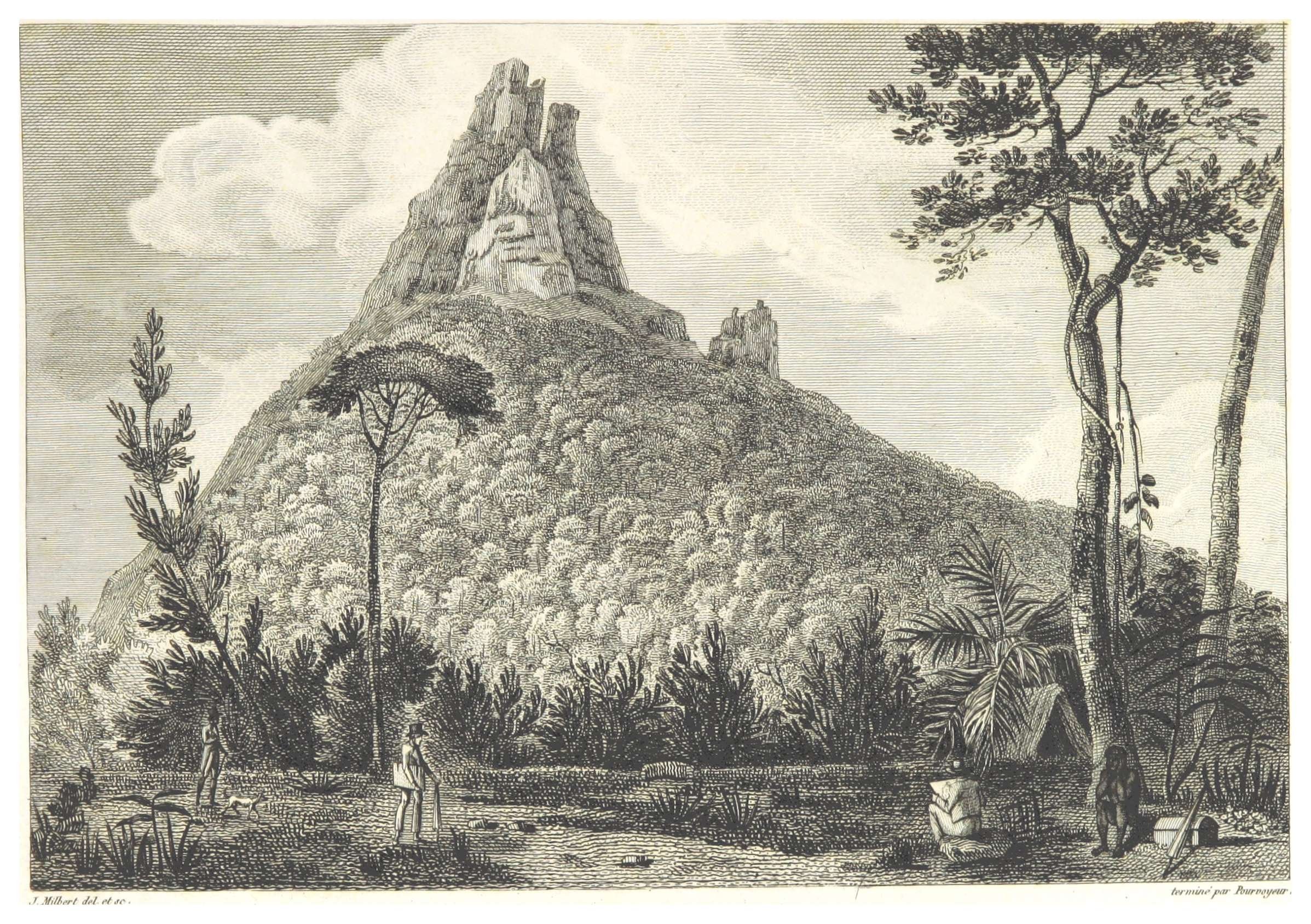
Vista de uma das Trois Mamelles na Maurícia. Desenho da página 121 do Atlas de Jacques-Gérard Milbert.

### Grandes Lagos Africanos
- Monte Elgon na fronteira Uganda-Quénia
- Sweet Sixteen, Matthews Range (Ldoinyo Lenkiyio), distrito de Laikipia, Província do Vale do Rifte, norte do Quénia.[12]

### Chifre da África
- Naasa-Hablood na Somalilândia

### Oceano Índico
- Montanhas Trois Mamelles no oeste de Maurícia

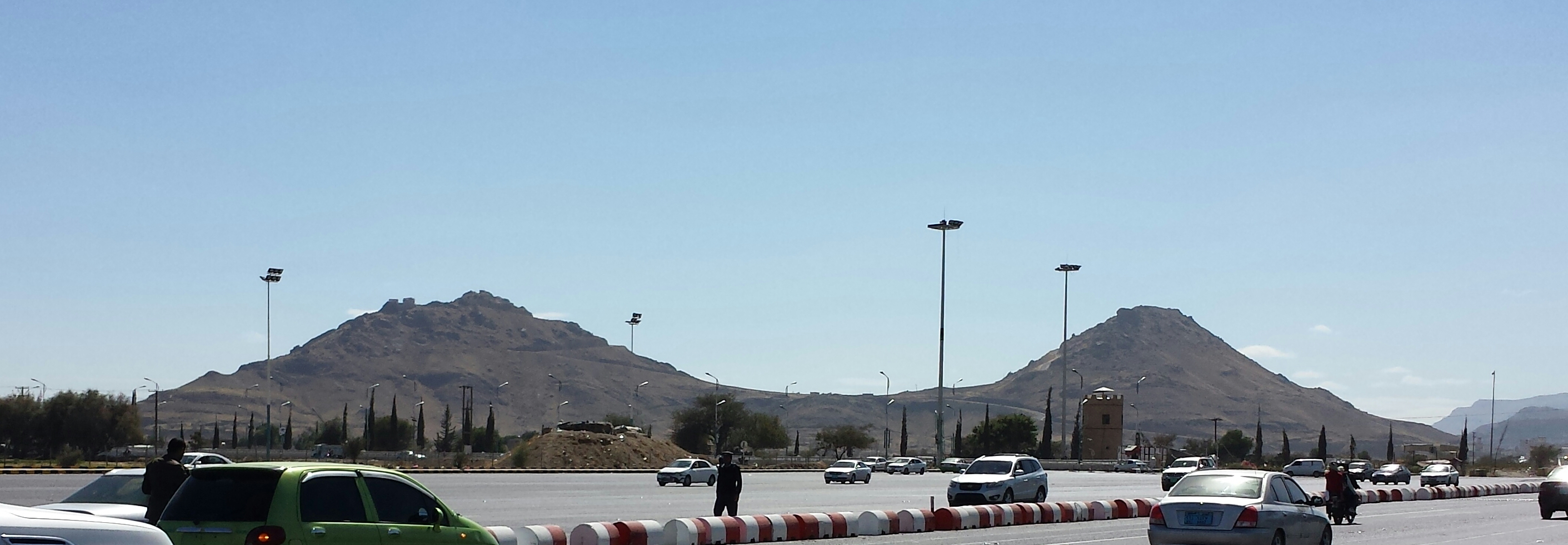
Jabal al-Nahdain em Sana'a, Iêmen

- Ilha Mamelles, Seicheles

### Sul da África
- Montanha Omatako, sudoeste de Otjiwarongo, na Namíbia
- Seios de Sabá, Eswatini ; estas formações inspiraram o escritor britânico H. Rider Haggard, que as incluiu no seu romance As Minas de Salomão.[13]
- Três Irmãs no Cabo Norte, África do Sul

Oeste de África
- Deux Mamelles, Pointe des Almadies, Cabo Verde, Senegal[14]

## Antártica
- Picos de Una, conhecido hà muito tempo como Mamas de Una coloquialmente, na entrada do Canal Lemaire, Terra de Graham
- Pico Nipple, Arquipélago Palmer, Terra de Graham
- Pico Hemus, Ilha Livingston, Ilhas Shetland do Sul

## Ásia

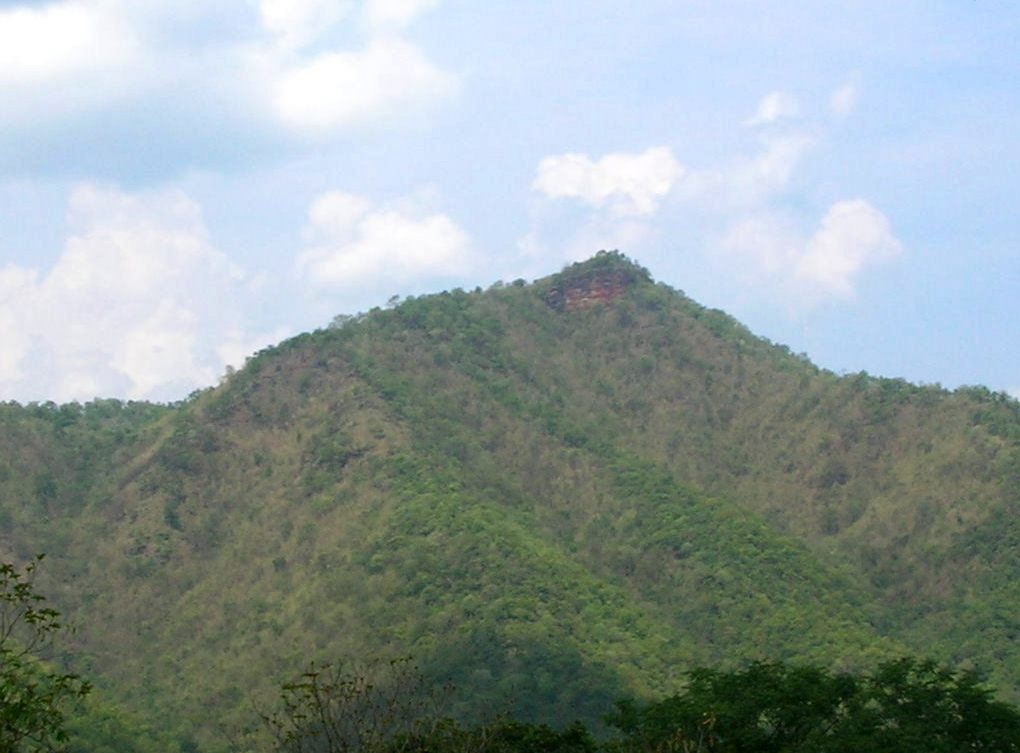
Khao Nom Nang no oeste da Tailândia.

### Camboja
- Montanha Sroh-Plom, "Montanha do Peito da Mulher Virtuosa", localizada perto de Sen Monorom, distrito de Senmonorom, província de Mondul kiri, Camboja. [15]

### China
- Montanha Dazeshan na província de Xantum
- Montanha Wuyi na província de Fuquiém
- Pico Twin Breasts na montanha Tianzhu, na província de Anhui
- Mausoléu de Qianling perto de Xian, a sua forma é feita pelo homem
- Picos Two Breast (chinês: 雙乳峰):

- duas montanhas no condado de Zhenfeng, província de Guizhou
- dois picos da Golden Needle Mountain (chinês:雙乳峰) no município de Taimali, condado de Taitung, Taiwan

- Rushan (que significa "Montanha do Peito") é uma montanha em Weihai, província de Xantum, China .

### Malásia
- Colinas na Ilha Dayang Bunting, Langkawi, nomeadas pela sua suposta semelhança com uma donzela grávida.

### Médio Oriente
- Jabal Al Nahdain é um conjunto de colinas no meio de Sana'a, Iêmen. Situava-se na propriedade do Palácio Presidencial e é utilizado como esconderijo de armas.
- Tell Sader al-Arus (tradução do árabe: "Peito da noiva") é uma montanha nas Colinas de Golã .

### Filipinas

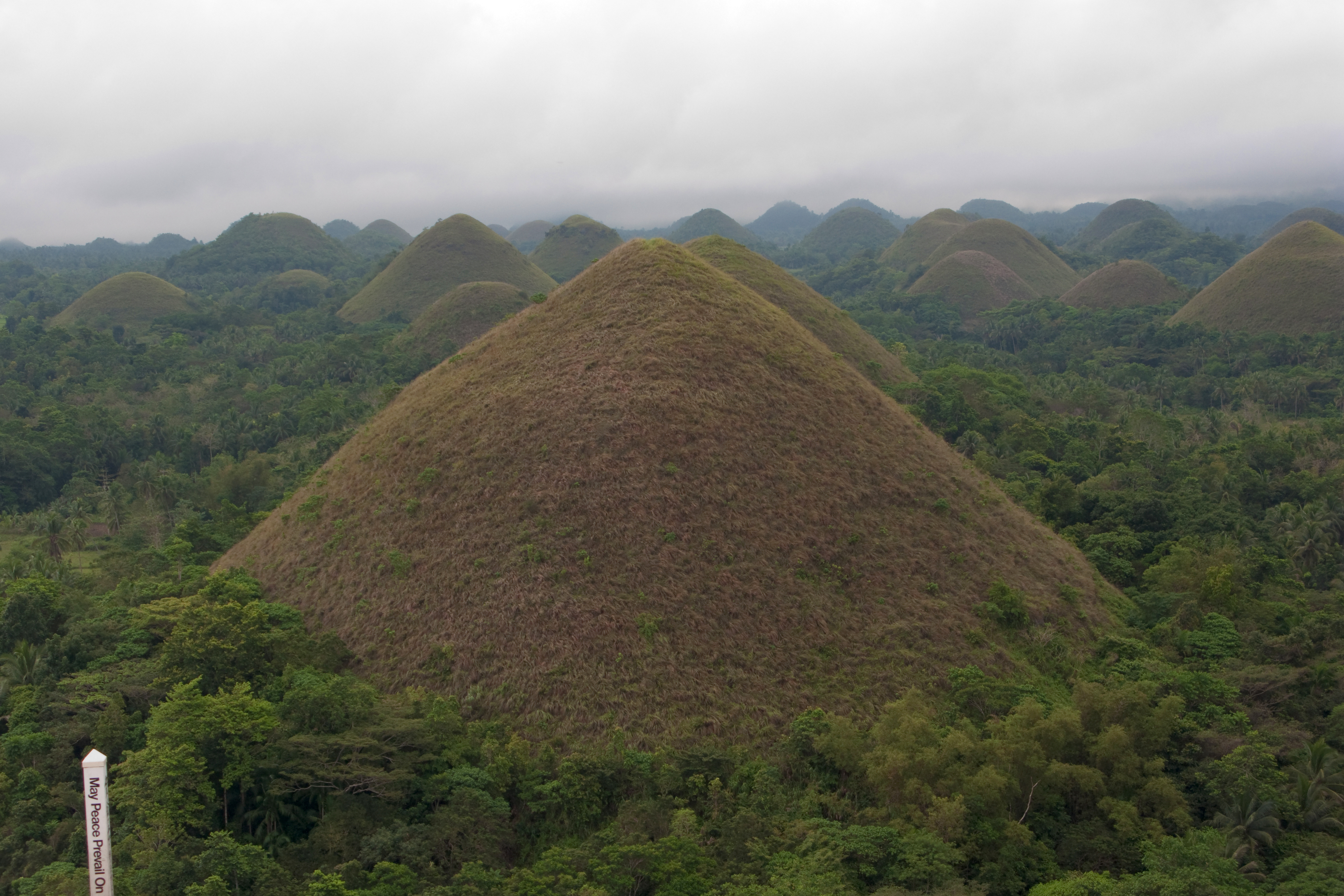
Colinas do Chocolate em Bojol, Filipinas

- Colinas do Chocolate, mais de um milhar de formações geológicas pouco usuais em Bojol. Um destino popular turístico intitulado pela sua cor castanha no verão.
- Ilihan Hill, "Peito Aguado", um sítio de peregrinação a quatro quilómetros de Jagna, Bojol
- Kagmasuso, entre outras colinas mamelonares em San Andres, Catanduanes[16]
- Monte Susong Dalaga (literalmente "Montanha dos Peitos da Donzela") é o nome de vários picos nas Filipinas, incluindo:

- Monte Susong Dalaga, Abra de Ilog, Mindoro Ocidental 
- Monte Susong Dalaga (também conhecido como Pico de Peito) em Tampakan, Cotabato do Sul
- Pico Susong Dalaga do Monte Batolusong, Tanay, Rizal
- Pico Manabu (também conhecido como Monte Dalaga ou Monte Susong Dalaga) da Cordilheira Malepunyo entre as províncias de Batangas, Laguna e Quezon
- Monte Tagapo (também conhecido como Monte Susong Dalaga), Ilha Talim, Rizal, duas enormes colinas cônicas que são os picos mais altos da Ilha Talim.

- Pico Musuan, um vulcão ativo em Maramag, Bukidnon

### Tailândia
- Doi Phu Nom (ดอยภูนม), Província de Phayao, uma colina na forma de peito numa área de campo da Cordilheira Phi Pan Nam.[18]
- Khao Nom (เขานม), foi um dos nomes antigos de Khanom, um distrito da Província de Nakhon Si Thammarat, devido às montanhas em volta.[19]
- Khao Nom Nang, uma colina em Huai Krachao, Kanchanaburi. 14° 18′ 00″ N, 99° 43′ 00″ L
- Khao Nom Nang, (เขานมนาง), uma colina a norte de Pak Phraek, Kanchanaburi. 14° 05′ 00″ N, 99° 34′ 00″ L
- Khao Nom Nang, uma colina entre Nong Pet e Chong Sadao, Kanchanaburi. 14° 21′ 02″ N, 99° 12′ 53″ L
- Khao Nom Nang, uma colina isolada em Khok Samae San, Lopburi. 15° 19′ 00″ N, 100° 51′ 00″ L
- Khao Nom Nang, uma grande colina em Khao Kala, Província de Nakhon Sawan. 15° 34′ 00″ N, 100° 17′ 00″ L
- Khao Nom Nang, o nome de duas colinas a oeste de Doeng Bang Nam Buat, Suphanburi. 14° 51′ 00″ N, 100° 04′ 00″ L
- Khao Nom Sao (เขานมสาว), "montanha do peito feminino", uma montanha localizada na Província de Ranong
- Khao Nom Sao, uma colina redonda a este da estrada Phet Kasem na Província de Prachuap Khiri Khan. 10° 59′ 00″ N, 99° 22′ 00″ L
- Khao Nom Sao, uma montanha na Província de Chumphon. 9° 46′ 00″ N, 98° 43′ 01″ L
- Khao Nom Sao, uma colina na Província de Phang Nga, parte de um sistema maior de montanhas. 8° 58′ 00″ N, 98° 28′ 00″ L
- Khao Nom Wang (เขานมวังก), uma pequena colina a este da estrada principal em Phanom Wang, Distrito de Khuan Khanun, também conhecida como Khao Phanom Wnag, Província de Phatthalung. 7° 40′ 58″ N, 100° 01′ 01″ L
- Ko Nom Sao (em tailandês:  เกาะนมสาว, lit. ilha do peito feminino) são ilhas gêmeas localizadas na Baía Phang Nga,[20] Província de Phang Nga.
- Ko Nom Sao no Parque Nacional Khao Sam Roi Yot, na Província de Prachuap Khiri Khan.[21] 12° 13′ N, 100° 01′ L
- Ko Nom Sao, uma ilha fora da costa na Província de Chanthaburi.[22][23] 12° 28′ N, 102° 01′ L

## Europa

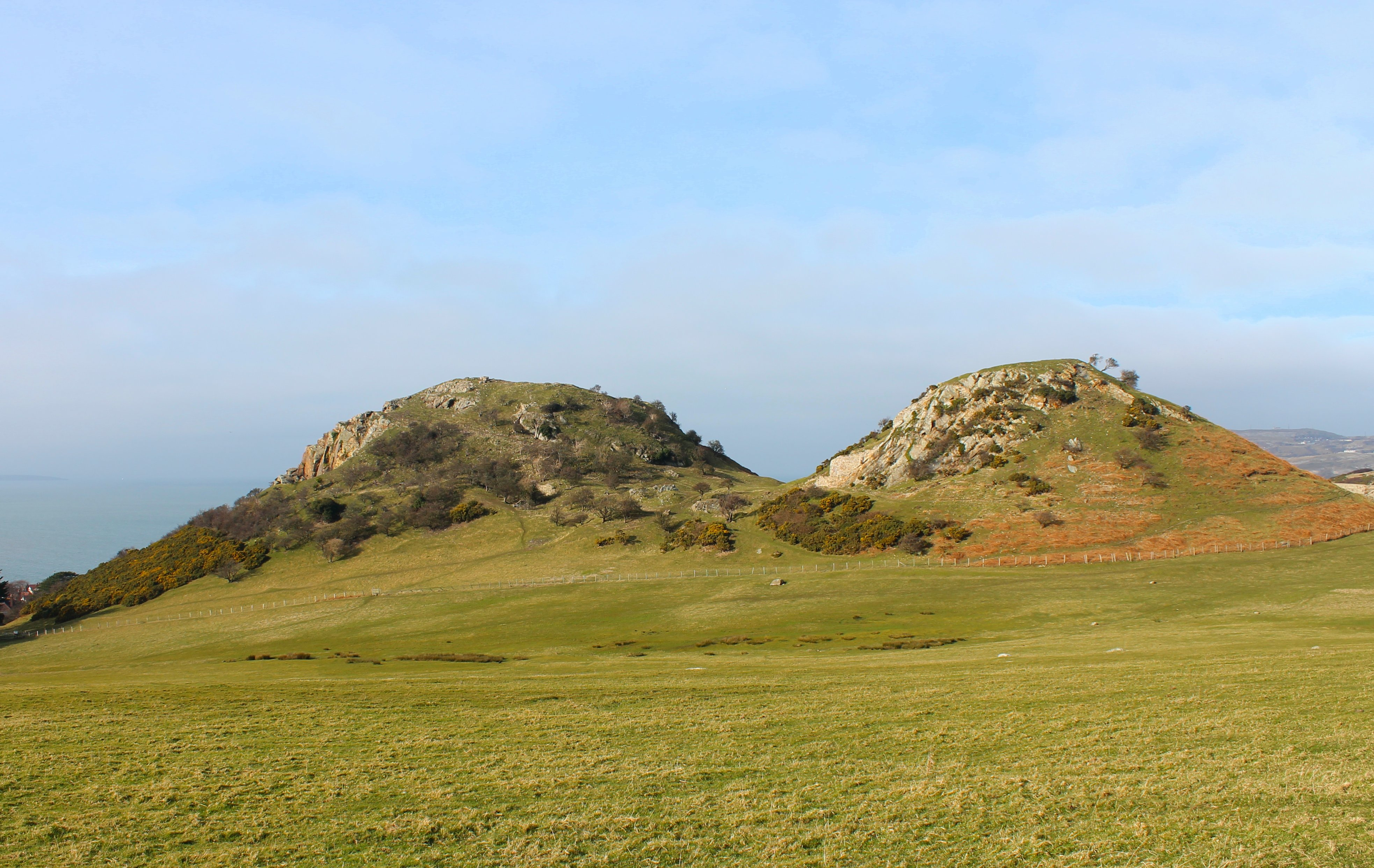
Castelo de Deganwy

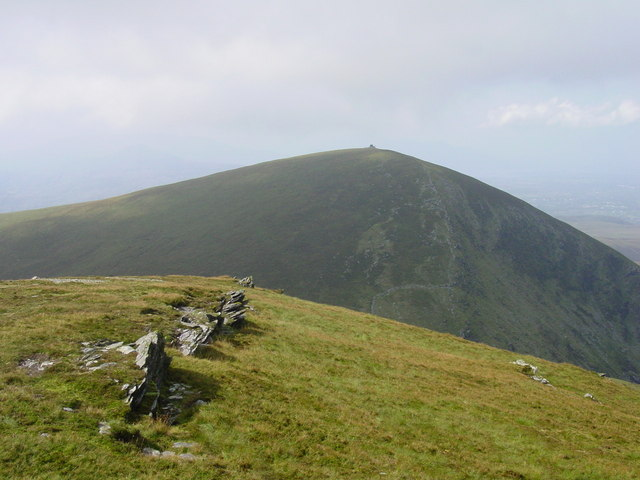
Paps de Anu. Vista do Pap ocidental do Pap oriental, Irlanda.

### Reino Unido e Irlanda
- Mumbles, as duas ilhas (em uma das quais há um farol) no canto sudeste da península de Gower, Swansea, País de Gales
- Beinn Chìochan nos Grampians, Escócia
- Bennachie em Aberdeenshire, Escócia
- North Berwick Law em East Lothian, Escócia
- Mam Barisdale em Knoydart, Escócia
- Mynydd Llanwenarth perto de  Abergavenny, País de Gales
- Monte Keen em Aberdeenshire / Angus, Escócia
- Northala Fields em Londres, Inglaterra. Tecnicamente 4 colinas, e artificiais, mas claramente parecidas com dois "peitos gramados" da A40
- A'Chioch em Ben More, Ilha de Mull, Escócia
- Mam Sodhail, no lado norte de Glen Affric, cerca de 30 quilômetros a leste de Kyle of Lochalsh
- Mam Tor, perto de Castleton no Pico Alto de Derbyshire, Inglaterra. [24]
- Sansão, Ilhas Scilly
- Twmbarlwm perto de Risca, País de Gales
- Aglomerados de Wittenham em Oxfordshire
- Shutlingsloe, Cheshire
- Paps ou Maiden Paps são colinas arredondadas em forma de peito localizadas principalmente na Escócia :
  - Paps de Anu, perto de Killarney, Irlanda
  - Paps de Fife na Escócia
  - Paps do Jura, no lado ocidental da ilha do Jura, nas Hébridas Interiores, Escócia
  - Paps de Lothian na Escócia
  - Maiden Paps, colinas gêmeas em Caithness, Escócia
  - Maiden Paps, colinas gêmeas em Kilpatrick Hills, Escócia
  - Maiden Paps, colinas gêmeas ao sul de Hawick na Scottish Borders, Escócia
  - Maiden Paps, outro nome para Tunstall Hills perto de Sunderland, Tyne and Wear, Inglaterra
  - Maiden's Pap, outro nome para Schiehallion, Perth e Kinross, Escócia
  - Pap de Glencoe nas Terras Altas da Escócia

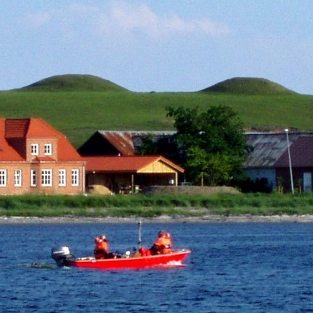
Marens Patter (literalmente "seios de Maren ") na Dinamarca.

### Dinamarca
- Marens Patter (Seios de Maren), um par de colinas gêmeas que têm funcionado como um marco para os marinheiros desde a Idade do Bronze.

### Alemanha
- Lilienstein na Suíça Saxônica

### Grécia
- Seios de Afrodite em Míconos

### Hungria
- Sashegy

### Islândia
- Vatnsdalshólar

### Eslovénia
- Šmarna gora ou Monte Santa Maria no norte de Liubliana

### Espanha
- Tetica de Bacares ou "La Tetica", uma alta montanha de 2.086m na Sierra de Los Filabres, Espanha.[25]
- Picos de Busampiro, comumente conhecidos como Tetas de Lierganes, na Cantábria
- Tetas de Viana, La Alcarria, província de Guadalajara
- Puig de Mamelles, Felanitx, Maiorca
- Ses Mamelles, outro nome para o alto Puig des Castellot de 714m , Escorca, Maiorca
- Turó de la Mamella, uma montanha perto de Vacarisses, Catalunha
- Burrén e Burrena [26] perto de Fréscano, Aragão

## América do Norte e Central

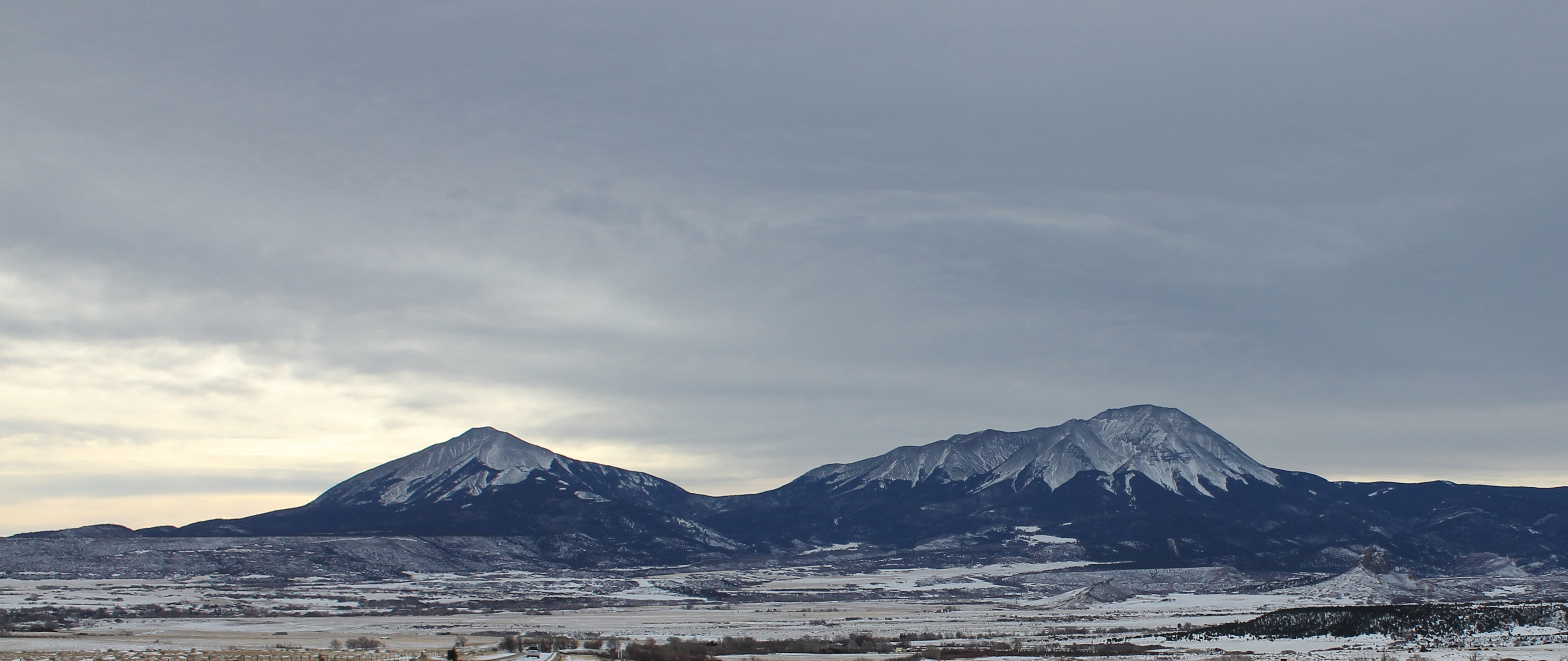
Picos espanhóis, Colorado

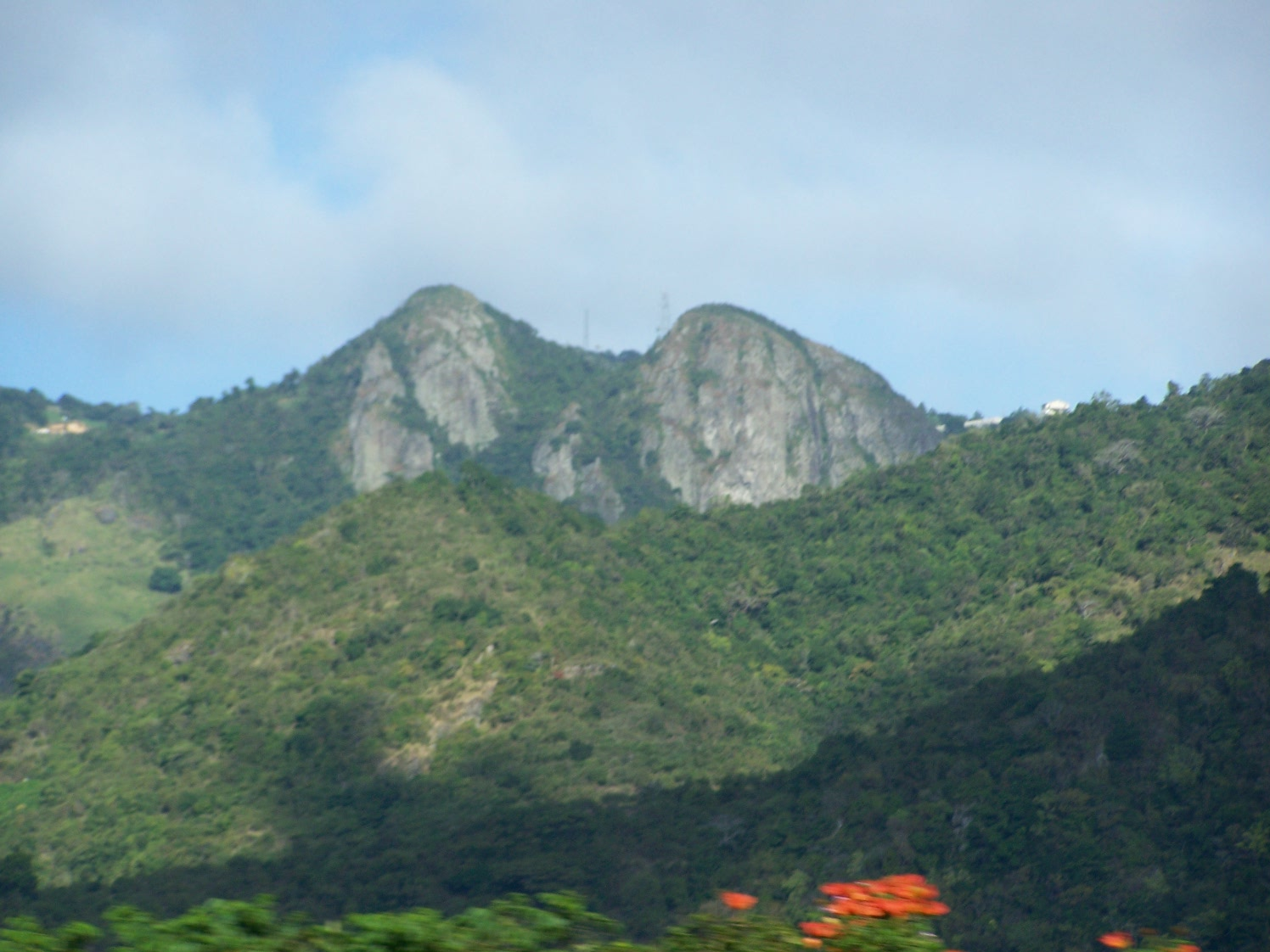
Las Tetas de Cayey em Salinas, Porto Rico

### Canadá
- Anûkathâ Îpa nas Montanhas Rochosas canadenses de Alberta

### El Salvador
- San Vicente, também conhecido como Chichontepec, a montanha dos dois seios em Nahuat, um estratovulcão

### Guadalupe
- Mamelles

### Haiti
- Morne Deux Mamelles

### México
- Las Tetas de Juana, município de San Pedro, Coahuila
- Montanha Tres Tetas ou El Chichión na Costa Grande de Guerrero

### Nicarágua
- Ometepe, no Lago Nicarágua . Diz a lenda que os vulcões Maderas e Concepción formaram-se a partir dos seios de Ometepetl, filha da tribo Niquirano.[27]

### Panamá
- Cerro La Teta em Las Guabas

### Porto Rico
- Cerro Las Tetas em Salinas
- Tetas de Cerro Gordo em San Germán

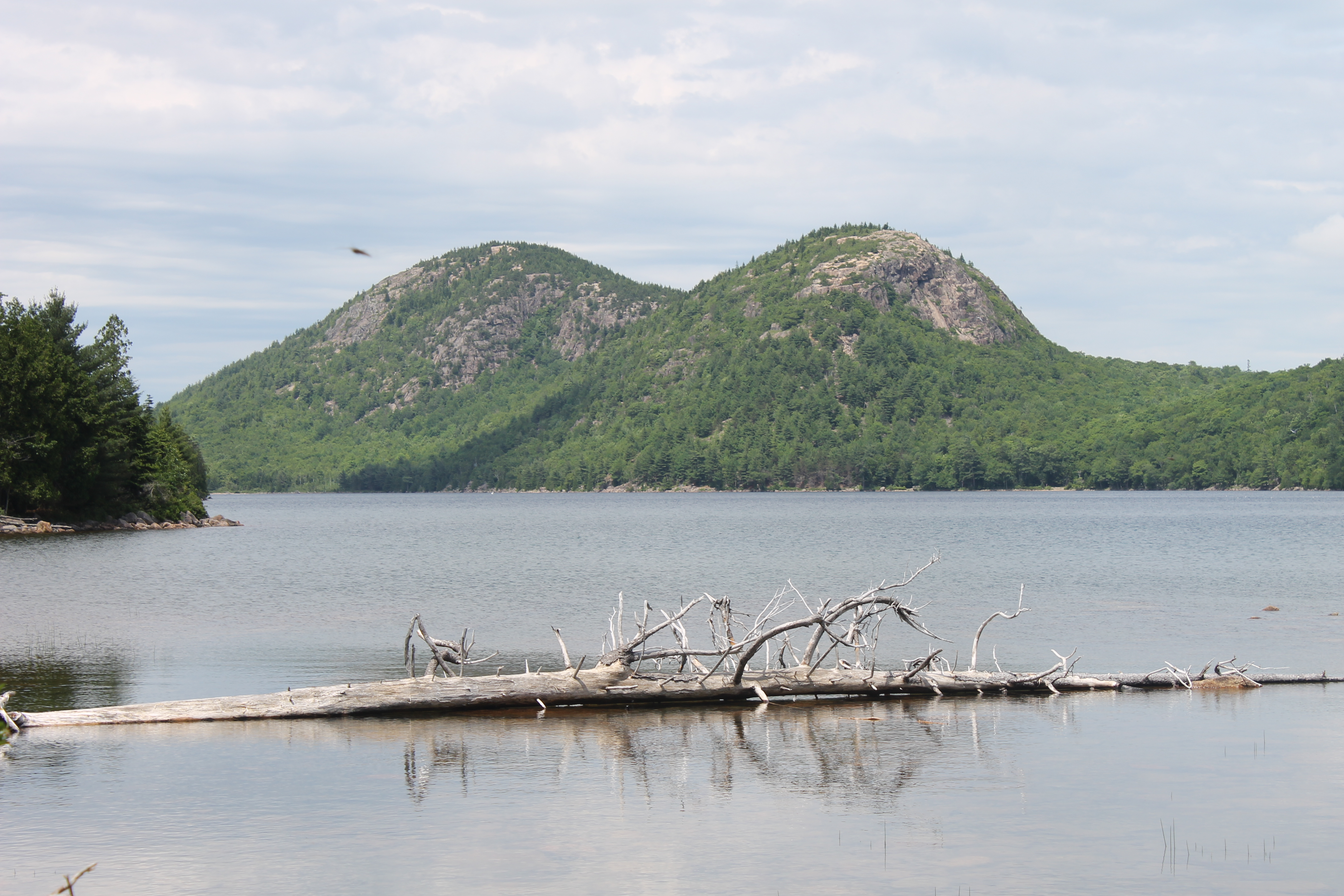
The Bubbles na Lagoa Jordan no Parque Nacional de Acadia

### Estados Unidos
- Montanhas Bubble, no Parque Nacional de Acadia, Maine.[28]
- Picos Isanaklesh, no Condado de Maricopa, Arizona, antigamente conhecido como Squaw Tits.
- Nippletop, nos Altos Picos Adirondack de Nova Iorque. Durante o final do século 19, foi eufemisticamente renomeado de "Montanha Dial", um nome agora oficialmente aplicado a outro pico próximo.
- Montanha Pilot, Carolina do Norte. Referenciada várias vezes no Andy Griffith Show como Mt. Pilot. Andy falou sobre um local fantástico para viajar chamado "Pilot" pelos locais.
- Montanha Pinnacle, Arkansas, perto de Maumelle. Durante o período colonial e no início da América, a montanha era conhecida como montanha "Mamelle". "Mamelle" é o nome normalmente aplicado em partes francófonas do mundo para um peito.[29]
- Rock Mary, Condado de Caddo, Oklahoma.
- Picos espanhóis, Colorado, intitulados Huajatolla pelos Índios Ute, significando "dois peitos".[30]
- Pico Tetilla, Caja del Rio, Novo México. "Tetilla" é espanhol para "mamilo".
- Cordilheira Teton. Caçadores franco-canadianos deram nome às Montanhas Teton em 1820. Os picos distintos apareceram como Les Trois Tétons (Os Três Peitos) como vistos do norte;[31]
  - Grand Teton,
  - Middle Teton,
  - South Teton.
- Twin Peaks, em São Francisco, Califórnia. Quando os conquistadores espanhóis e colonizadores chegaram no início do século 18, quando chamaram à área "Los Pechos de la Chola" ou "Peitos da Donzela Índia" e dedicaram a área a pecuária.[32] Quando São Francisco passou sob controlo americano durante o século 19, foi renomeado "Twin Peaks".
- Maggie's Peaks, a oeste do Lago Tahoe, Califórnia.
- Montanhas Uncanoonuc, Goffstown, New Hampshire. De uma palavra nativa americana para os peitos de uma mulher.[33]
- Mamilo de Mollie ou Mamilo de Molly é o nome dado a tantos quanto sete picos e outras características geológicas no Utah.[34]
- Pico Tunas localizado no Condado de Pecos, Texas, oeste de Bakersfield.[35]
- Betsy Bell e Mary Gray, duas colinas adjacentes em Staunton, Virgínia.

## Oceânia

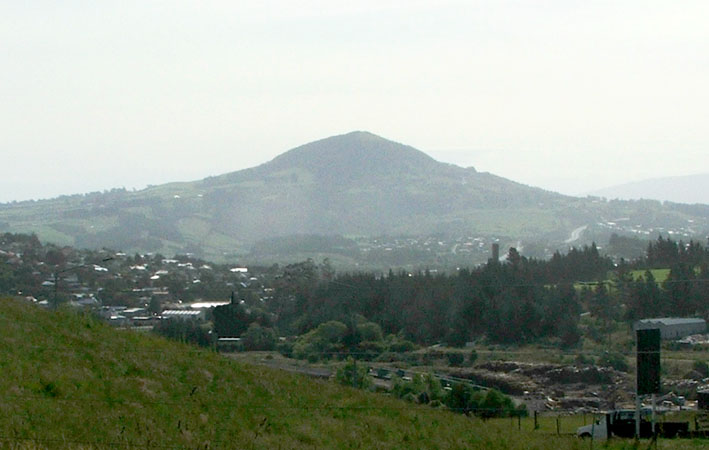
Saddle Hill, visto de Lookout Point, Dunedin, Nova Zelândia.

### Austrália
- Pyramid Hill, Pilbara, Austrália Ocidental
- Os Paps, Vitória
- Montanha Pigeon House, Nova Gales do Sul
- Black Mountain (Território da Capital Australiana) e Monte Ainslie, sendo o espaço entre eles conhecido como Camberra, significando o decote entre os dois 'seios' daquelas montanhas.[36]
- Colinas Mammaloid, Vitória, Austrália

### Nova Zelândia
- Saddle Hill, Dunedin
- Harbour Cone, Dunedin

## América do Sul

### Argentina
- Cerro Tres Tetas, em Santa Cruz[37]
- Cerro Teta em Neuquén .
- Ñuñorco Grande, em Tucumã.
- Los Nonos, em Nono, Córdova.

### Bolívia
- Cerro Tres Tetas em Potosí

### Chile
- Serra Teta, Futaleufú
- Tetas del Biobío, formadas pelo Cerro Teta Norte e Cerro Teta Sur, localizada na foz do rio Biobío.

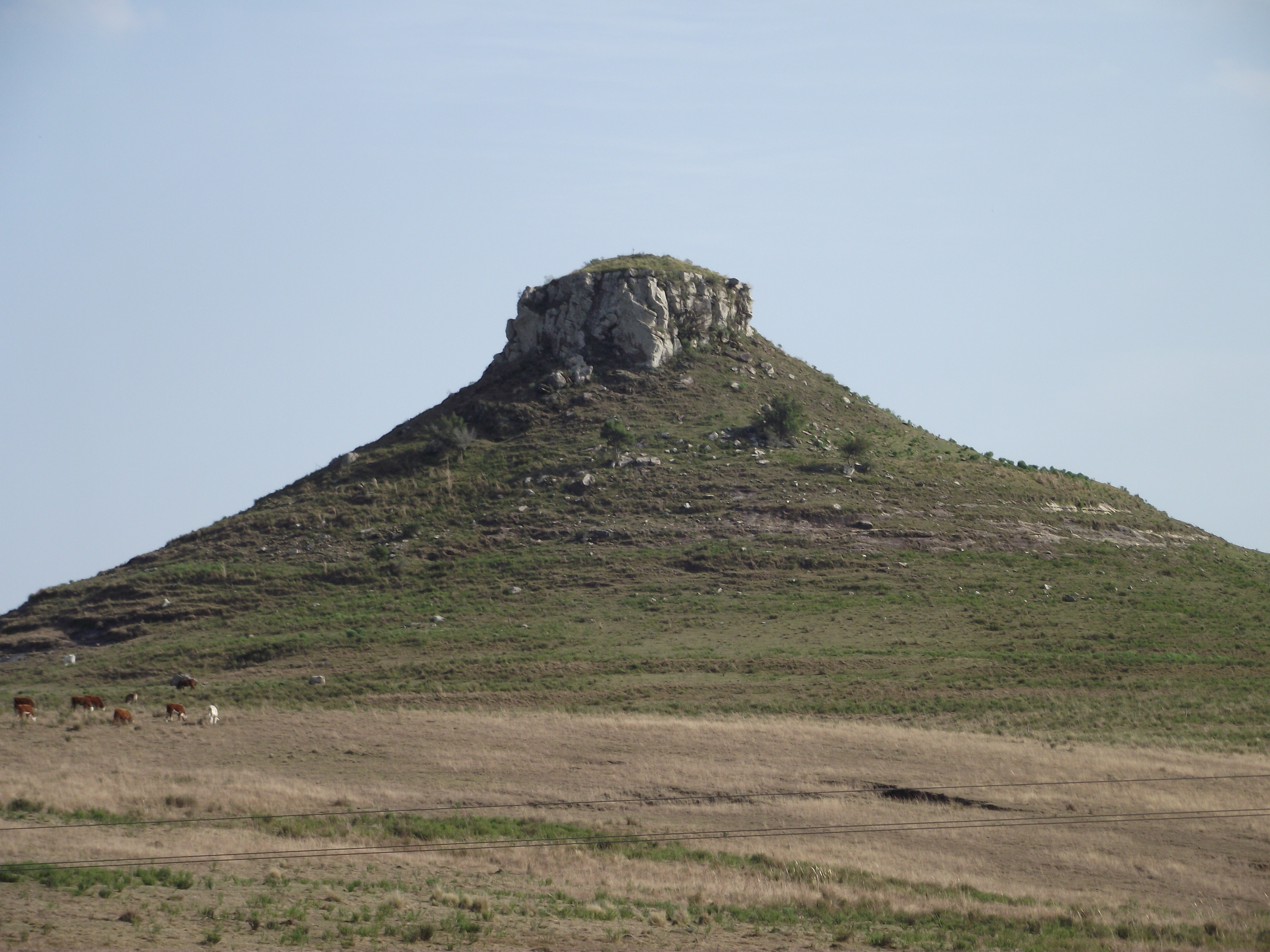
Cerro Batoví, Tacuarembó, Uruguai.

### Colómbia
- Cerro La Teta, La Guajira
- Morro La Teta, El Carmen de Viboral, Antioquia
- Pico Tetari, Sierra de Perijá, La Guajira

### Cuba
- Tetas de Santa Teresa, Baracoa

### Guiana Francesa
- Ilhotas Mamelles

### Peru
- Cerro Tetas, Província de Chiclayo

### Uruguai
- Cerro Batoví, em Tacuarembó . Batoví significa peito de virgem na língua guarani.[38]
- Cerro Pan de Azúcar ( Pão de Açúcar ), no Departamento de Maldonado

### Venezuela
- Tetas de María Guevara, Ilha de Margarita
- Teta de Niquitao, Estado de Trujillo[39]
- Cerro de Las Tetas, Tinaquillo, Cojedes
- Cerro Las Tres Tetas, Barquisimeto

## Galeria

Selo da antigacomuna de La Colle-Saint-Michel com duas colinas douradas em forma de peito (Mamelons)
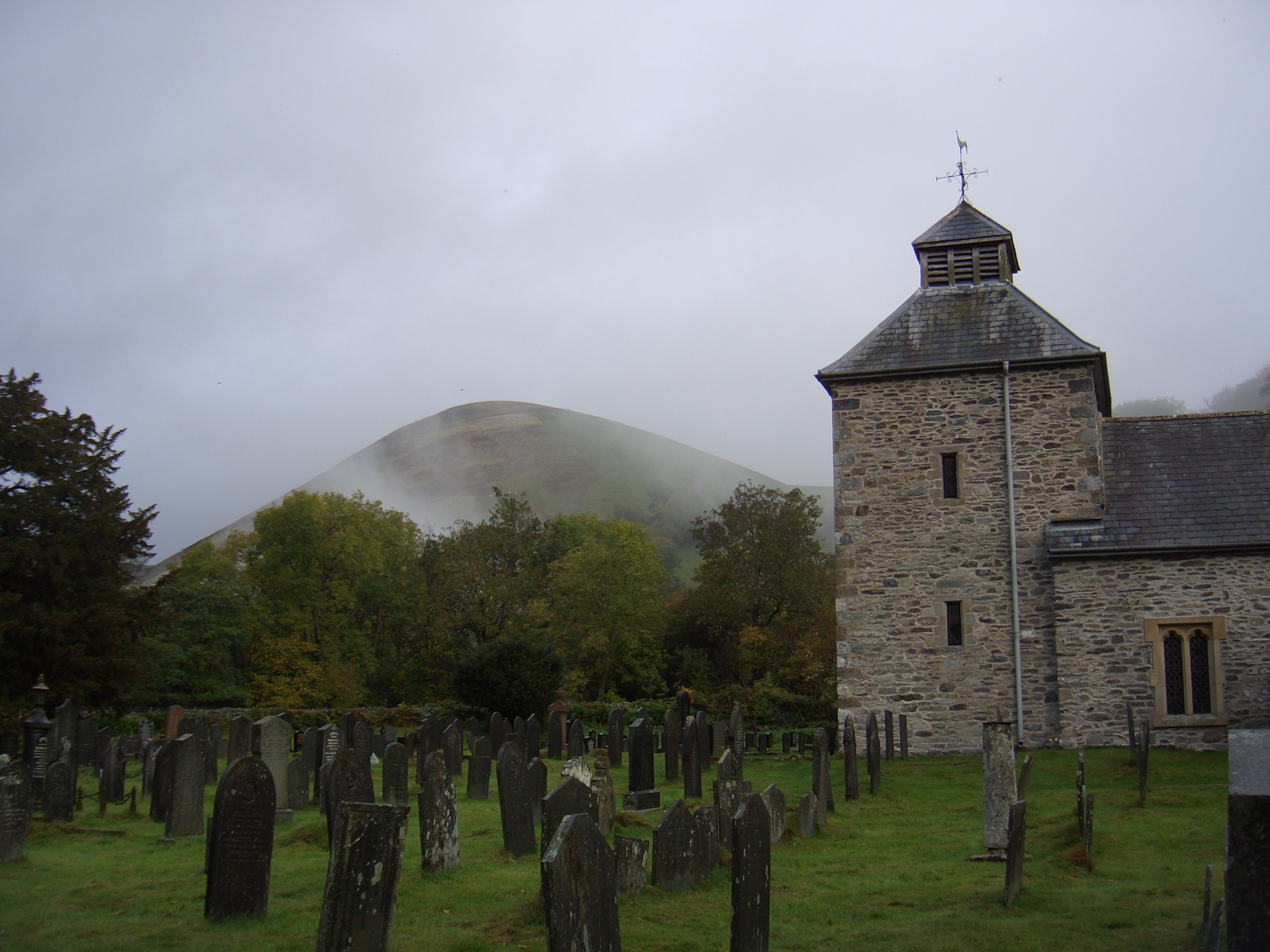
Torre da Igreja em Flâmula Melangell com a colina em forma de peito ao fundo
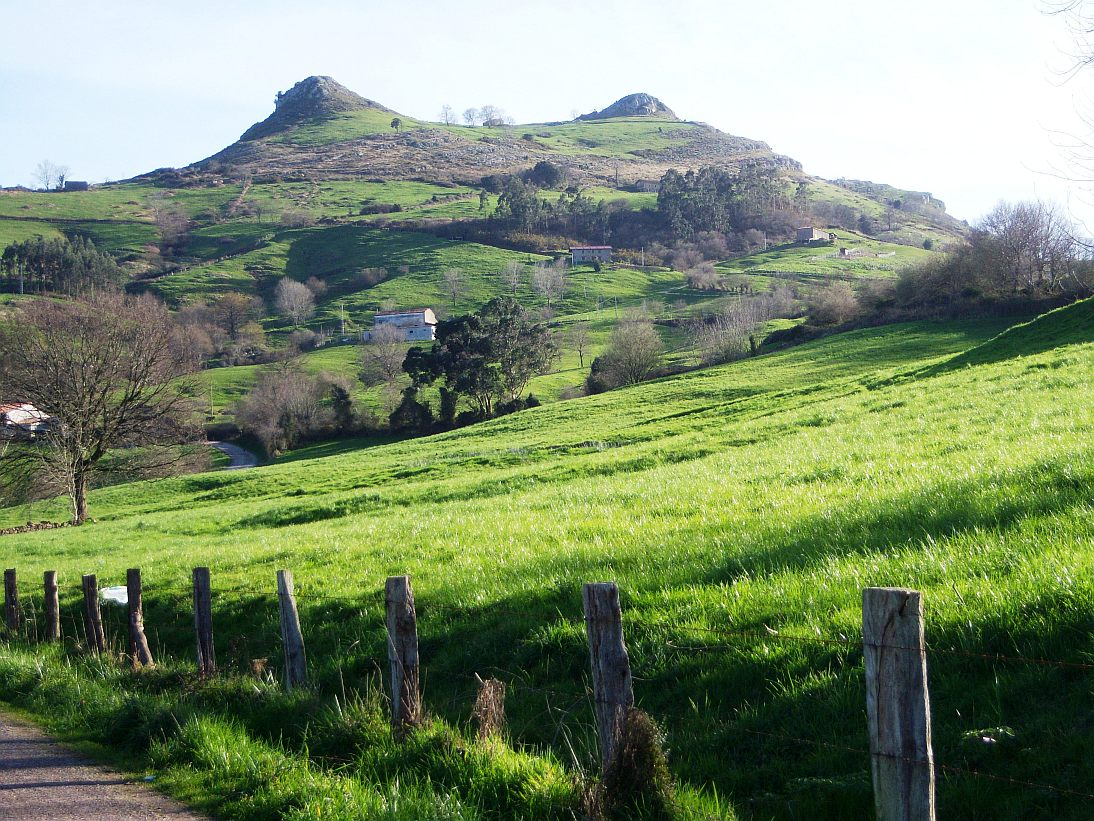
Las Tetas de Lierganes, Cantábria, Espanha
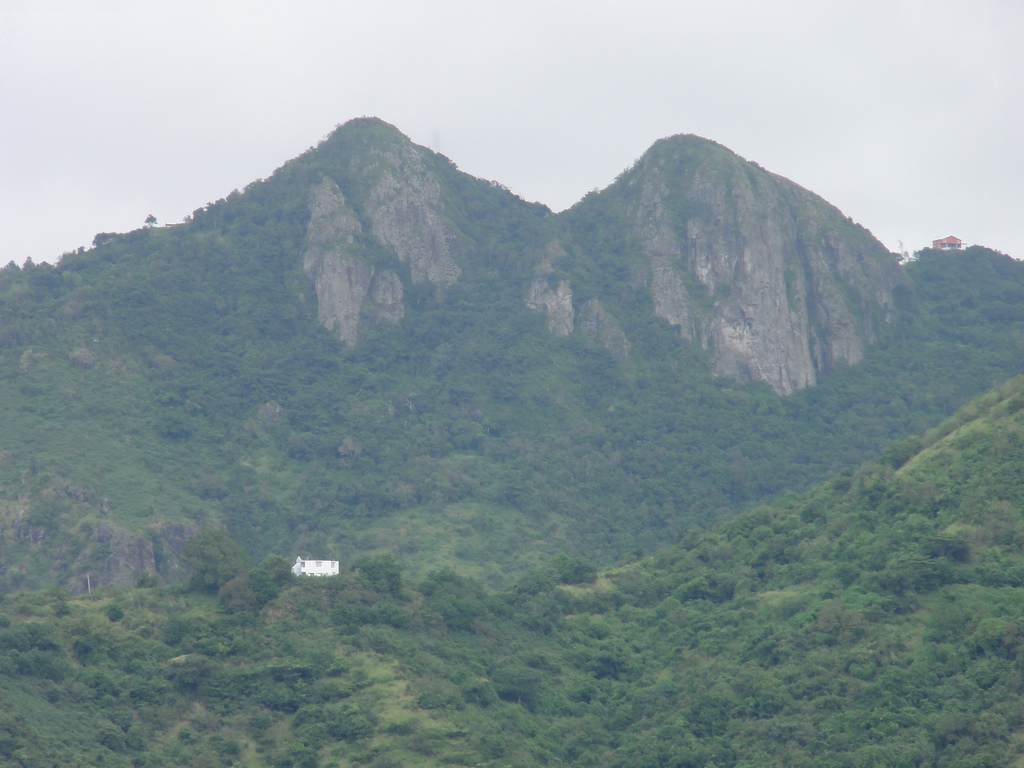
Cerro Las Tetas, Salinas, Porto Rico, visto da área de descanso da PR-52 sentido norte no km 49,0
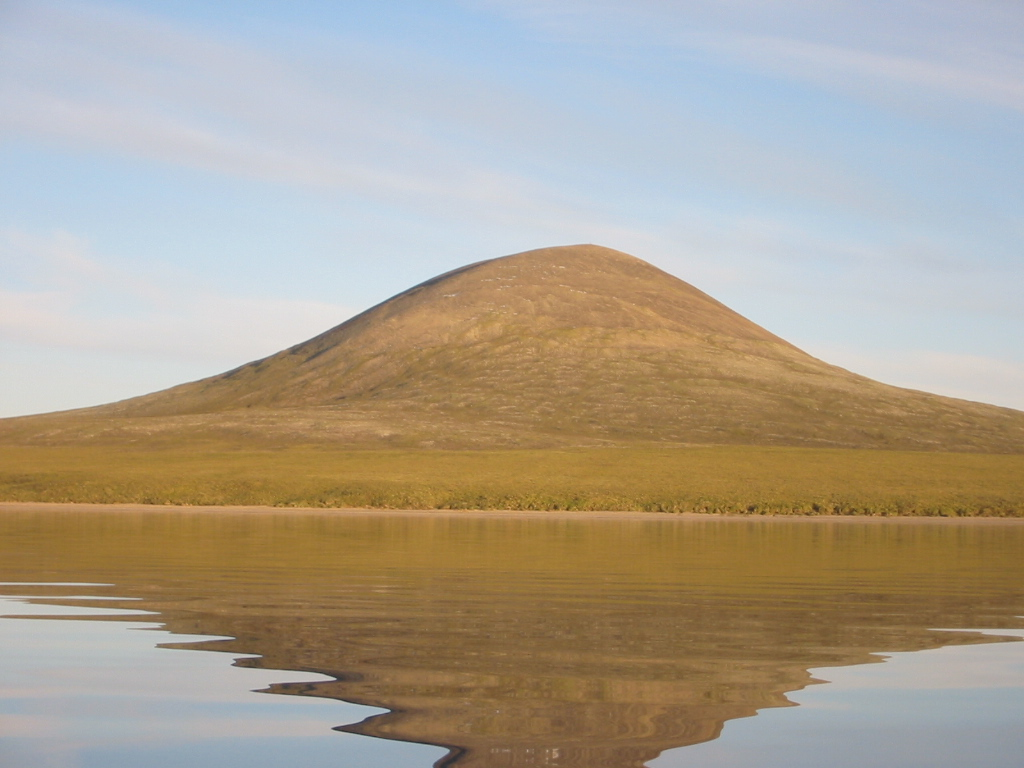
Colina perto do Lago Elgygytgyn, Chukotka, Rússia